# Panel cerámico de Santa Bárbara (Castellón de la Plana)
El panel cerámico de Santa Bárbara es un panel cerámico devocional o capillita callejera ubicada en Castellón de la Plana (España). Se emplaza en su lugar original, una casa de tipología tradicional sita en la calle Sagrada Familia n.º 32 de la Capital de la Plana. Estas capillitas dedicadas a una devoción cristiana se popularizaron a mediados del siglo XVIII como una forma de religiosidad popular y emplearon azulejos para representar las imágenes debido prestigio del material en la época, su pervivencia en el tiempo y a la facilidad para ser ejecutados por ceramistas dibujando a mano como si se tratara de un lienzo para un cuadro en un caballete.
Se cree que en toda el municipio de Castellón existen alrededor de 50 paneles cerámicos devocionales de todas las épocas. Los 7 más antiguos, es decir los que sobrevivieron a las corrientes iconoclastas y estéticas de principios del siglo XX, y al anticlericalismo que sufrió la ciudad en agosto de 1936 en los albores de la guerra civil española, fueron declarados en 2017 Bienes de relevancia local de forma genérica por la reforma de la Ley de Patrimonio Cultural Valenciano, y por ello incluidos en el Catálogo de protecciones del patrimonio etnológico del Ayuntamiento de Castellón aprobado en 2021.

## Descripción
Se sitúa en el lado izquierdo de la fachada de la vivienda, a la altura de la planta superior junto al balcón. El panel se encuentra dentro de una hornacina empotrada en el muro de 60 x 40 cm y una profundidad de 13 cm, protegida con un voladizo de tejas moderno y repisa ligeramente alterada. Los laterales de la hornacina están decorados con azulejos con formas poliédricas dibujadas
El panel está formado por 9 azulejos dispuestos en 3 líneas de 3 piezas cada una, de los cuales los 3 centrales miden 20 x 20 cm y las bandas laterales son medias piezas de 10 cm cada una., en la parte inferior se sitúan otros 3 azulejos de 20,5 x 10 cm. Al parecer ser fueron fabricadas en algún obrador de Castellón a finales del siglo XIX. La imagen representa a Santa Bárbara de pie y descalza portando en la mano derecha la palma del martirio y en la izquierda la custodia, al fondo puede verse una torre y una fortaleza, que suelen ser algunos de sus atributos. En la parte inferior figura el nombre de la santa en letras mayúsculas «STA BARBARA».
Presenta un estado de conservación aceptable y está exento de elementos impropios a su alrededor, lo que facilita su visibilidad.

## Contexto urbano
Este panel cerámico devocional se encuentra en la calle paralela por el sur a la que el callejero castellonense dedica a esta santa. En dicha calle existió un panel cerámico devocional dedicado a la figura homónima desde finales del siglo XIX compuesto por 9 azulejos de 13 x 13 cm en los que aparecía la santa sujetando un castillo pero no una custodia y que desapareció. Al finalizar la guerra civil se colocó un nuevo panel cerámico devocional en otra ubicación de la calle Santa Bárbara, y en la actualidad pueden contemplarse dos paneles en dos direcciones diferentes de dicha calle.

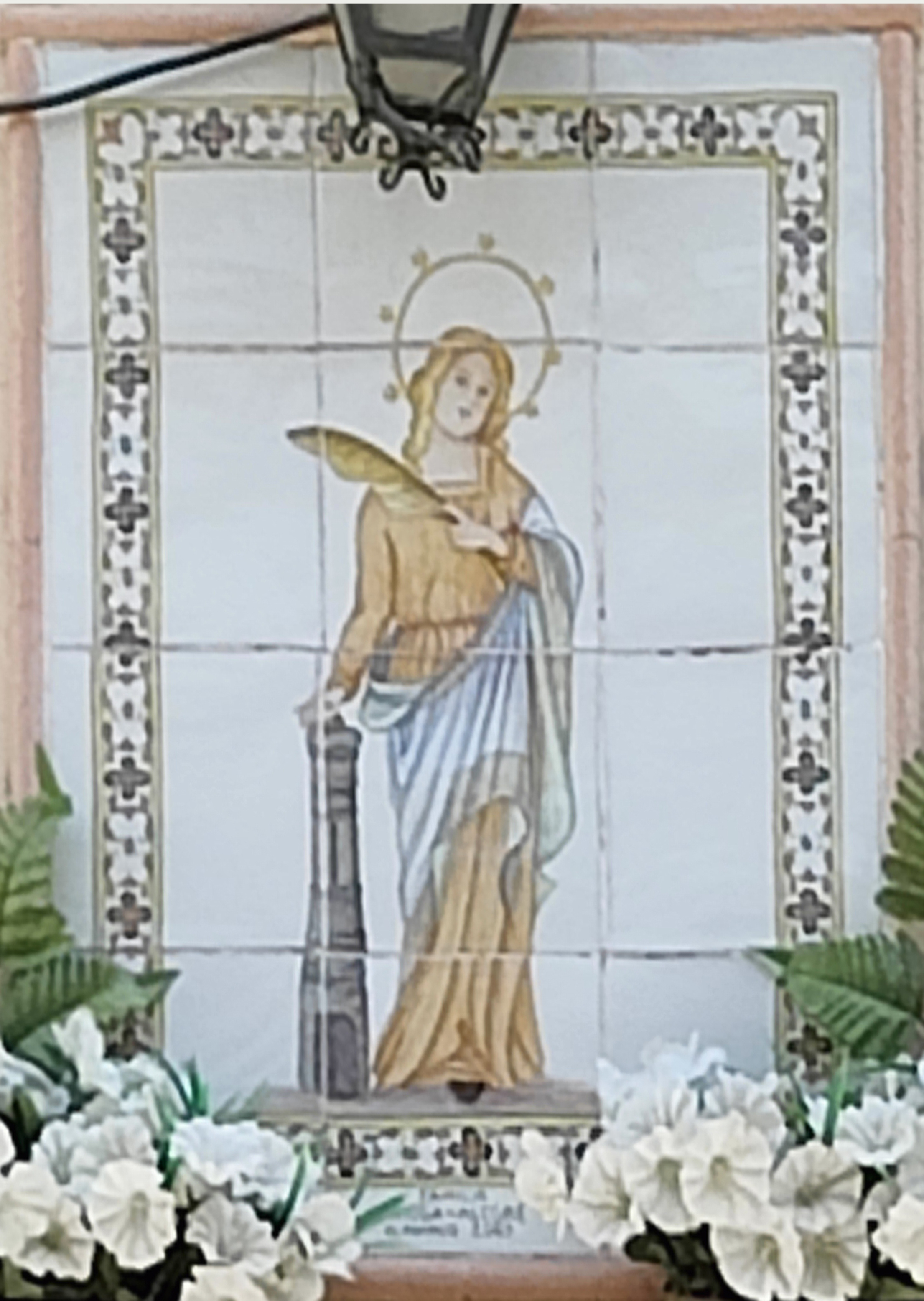
Calle Santa Bárbara, 42
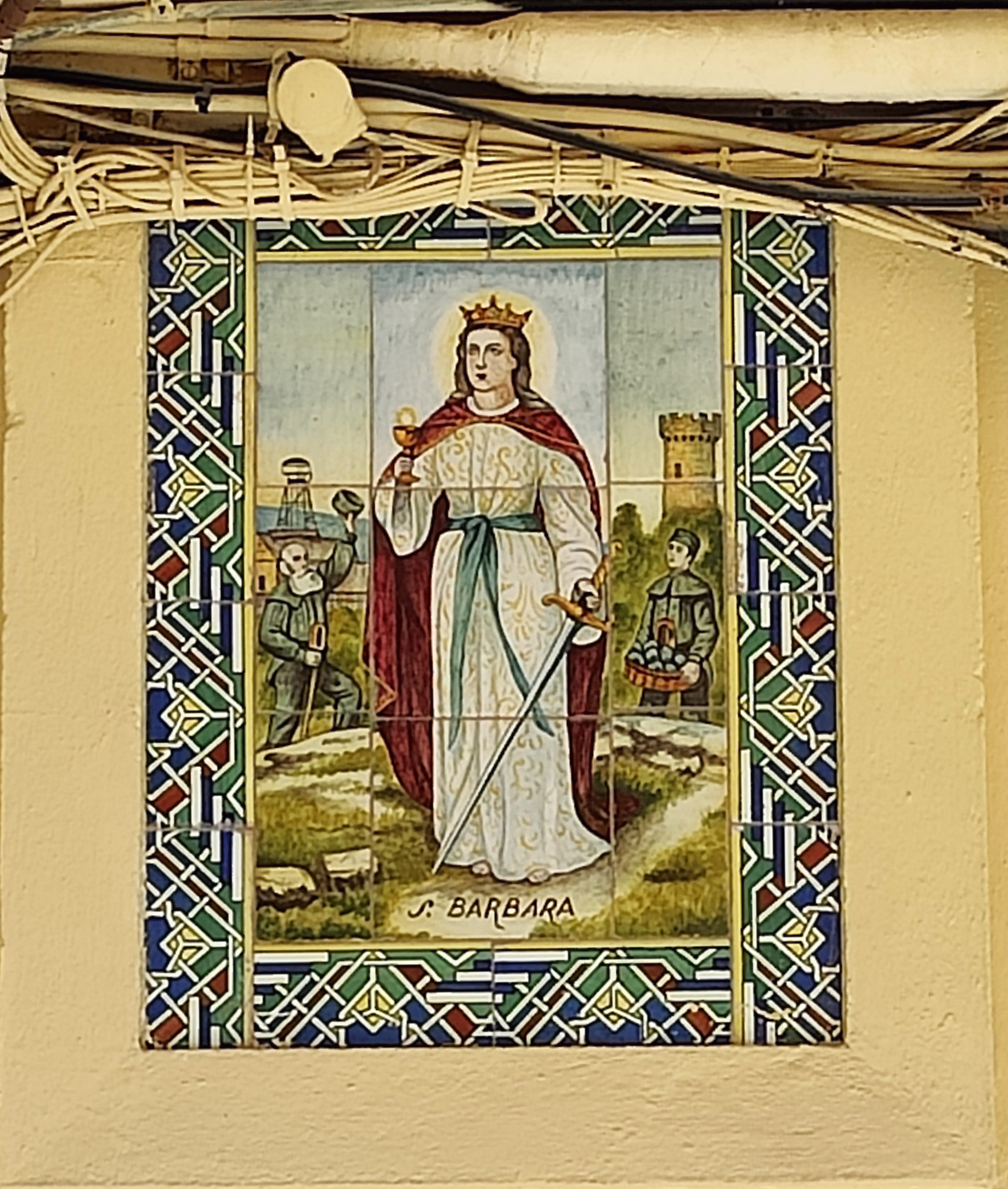
Calle Santa Bárbara esquina plaza Isabel la Católica